# N-アセチルノイラミン酸
N-アセチルノイラミン酸（N-Acetylneuraminic acid、Neu5Ac、NeuAc、NANA）は、脳のガングリオシドの分解で得られるアミノ糖であり、（N-アセチルノイラミン酸はセラミドと結合することによってガングリオシドを生じる。）シアル酸の最も多い型である。（2番目はN-グリコリルノイラミン酸である。）
この化学種の負電荷型は体内の器官をコーティングする粘液質の素になっている。Neu5Acは、侵入する病原菌に対して囮として作用する役割があり、その動作体であるガングリオシドは脳の構造に分布している。
インフルエンザA型ウイルスおよび一部のコロナウイルス（OC43、HKU1）が結合する糖鎖分子である。細胞表面上の糖鎖末端のNeu5Acは、感染を開始する受容体として機能する。